# 腓特烈一世 (黑森-洪堡)
腓特烈一世（德語：Friedrich I.，1585年3月5日—1638年5月9日），黑森-洪堡伯爵，1622年至1638年在位。

## 家庭
1622年，腓特烈與萊寧根-韋斯特堡的瑪格麗特·伊莉莎白結婚，兩人共有3子1女：
1. 威廉·克里斯多夫（1625年—1681年）
2. 格奧爾格·克里斯蒂安（1626年—1677年）
3. 安娜·瑪格麗特（英语：Anna Margaret of Hesse-Homburg）（1629年—1686年）
4. 腓特烈二世（1633年—1708年）